# 波多江駅
波多江駅（はたええき）は、福岡県糸島市波多江駅北四丁目にある、九州旅客鉄道（JR九州）筑肥線の駅である。駅番号はJK06。

## 歴史

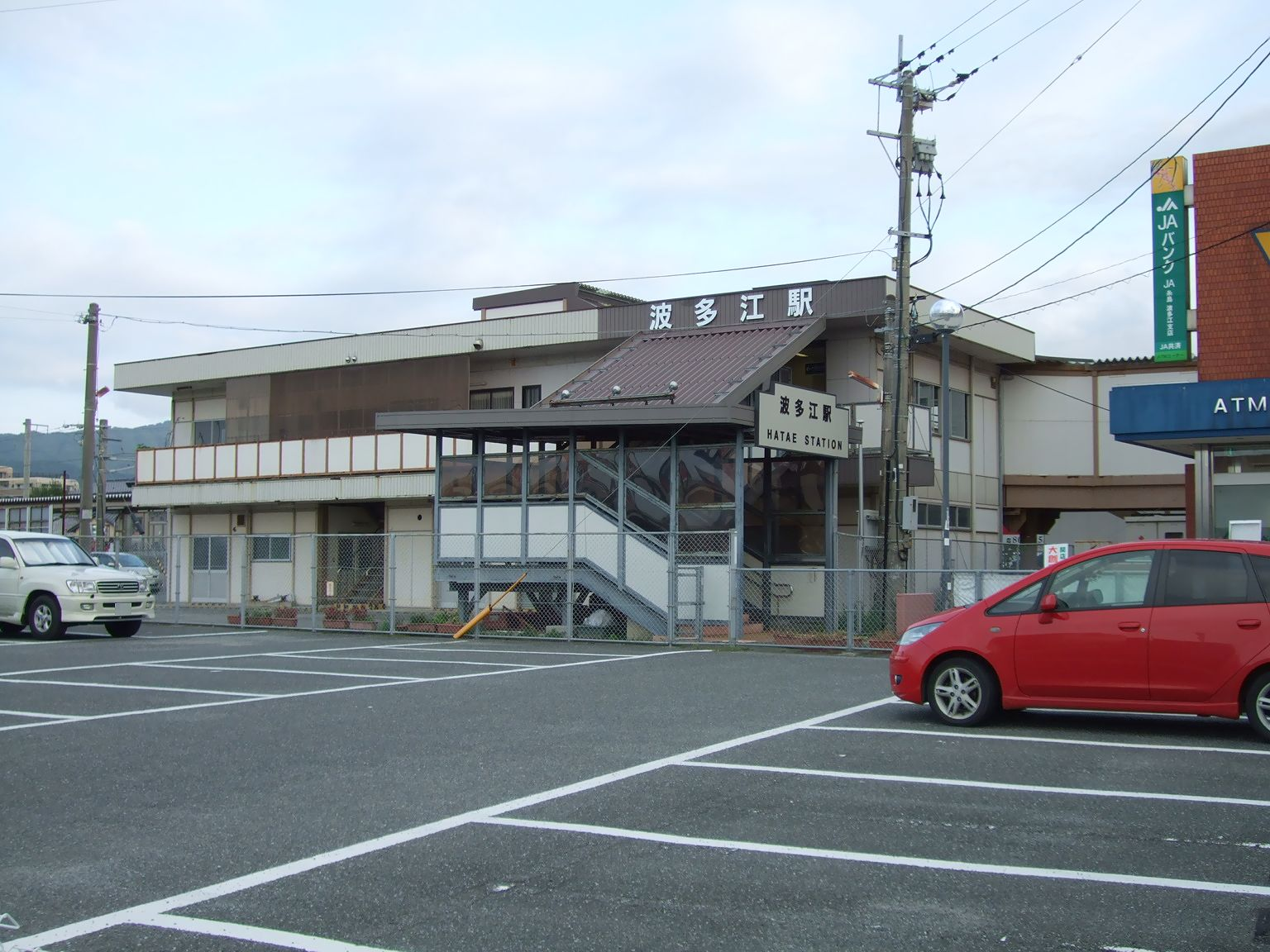
3代目旧駅舎、右端に見えるのが2代目駅舎の入っていたJA糸島波多江支店（2008年8月）

- 1928年（昭和3年）7月1日：北九州鉄道の駅として開業[2]。
- 1937年（昭和12年）10月1日：鉄道省に買収され国有化、筑肥線の駅となる[2]。
- 1961年（昭和36年）12月1日：貨物取扱廃止[2]。
- 1972年（昭和47年）2月10日：荷物扱い廃止[3]。無人駅となる[4]。
- 1983年（昭和58年）3月22日：筑肥線の姪浜 - 唐津間が電化され、福岡市交通局空港線との相互直通運転を開始。農協との合築駅舎の使用を開始。
- 1987年（昭和62年）4月1日：国鉄分割民営化に伴い、九州旅客鉄道（JR九州）の駅となる[2]。
- 1989年（平成元年）6月1日：跨線橋上に駅事務室を増築し、改集札業務を再開。
- 2000年（平成12年）1月22日：自動改札機を設置し、供用開始[5]。
- 2010年（平成22年）
  - 2月28日：4代目駅舎の使用を開始。
  - 3月13日：ICカード「SUGOCA」の利用を開始[6]。
- 2021年（令和3年）
  - 3月13日：ホームドアの使用を開始[7]。
  - 10月28日：新しい南北自由通路及び南口エレベーターの使用を開始[8][9]。

## 駅構造
島式ホーム1面2線を有する地上駅。現在の駅舎は4代目で、2010年2月28日から使用が開始されている。エレベーター、多機能トイレなどバリアフリー対応設備を備えており、総工費約2億円を糸島市、JR九州、国土交通省で負担した。
初代駅舎は現在のJA糸島波多江支店の建物の位置にあった。1983年に建て替えられた2代目駅舎は九州では初の農協と駅舎の合築で、当時は農協に駅事務が委託されていた（改集札は行わず、乗車券の発売のみを行う簡易委託）。現在も残っているJAの建物がこの2代目駅舎で、駅の入口はこの建物の中央付近に存在した。このとき駅舎からホームと南口を結ぶ跨線橋が新設されたが、改集札を行わないため南北両側とも通行は自由であった。電化・地下鉄直通運行開始に伴う利用客の増加により、1989年からは簡易委託を廃止して改集札を含む業務委託に切り替えることとなり、跨線橋上に小規模な事務室を増築し、同年6月1日から使用を開始。委託先についても農協への委託を終了し、代わって九鉄開発(後:JR九州鉄道営業、現:JR九州サービスサポート)が駅業務を受託することとなった。
その後、更なる利用客の増加により手狭になったため、隣接する保線事務所を活用する形で3代目駅舎に移転し、改札口からホームへの跨線橋を自由通路と分離して新設。さらに後に現在の4代目駅舎が新設された。かつては改札口から南口に向かう際の複雑な動線や、JA糸島波多江支店の建物につながっている閉鎖された通路がこれら過去の駅舎にあった通路の名残として残っていたが、南北自由通路の架替に伴い大半が撤去された。
JR九州サービスサポートが駅業務を行う業務委託駅で、みどりの窓口（マルス）が設置されている。自動改札機を備え、SUGOCAの使用が可能である。

### のりば
| のりば | 路線   | 方向 | 行先                     |
| ------ | ------ | ---- | ------------------------ |
| 1      | 筑肥線 | 上り | 天神・博多・福岡空港方面 |
| 2      | 筑肥線 | 下り | 筑前前原・西唐津方面     |

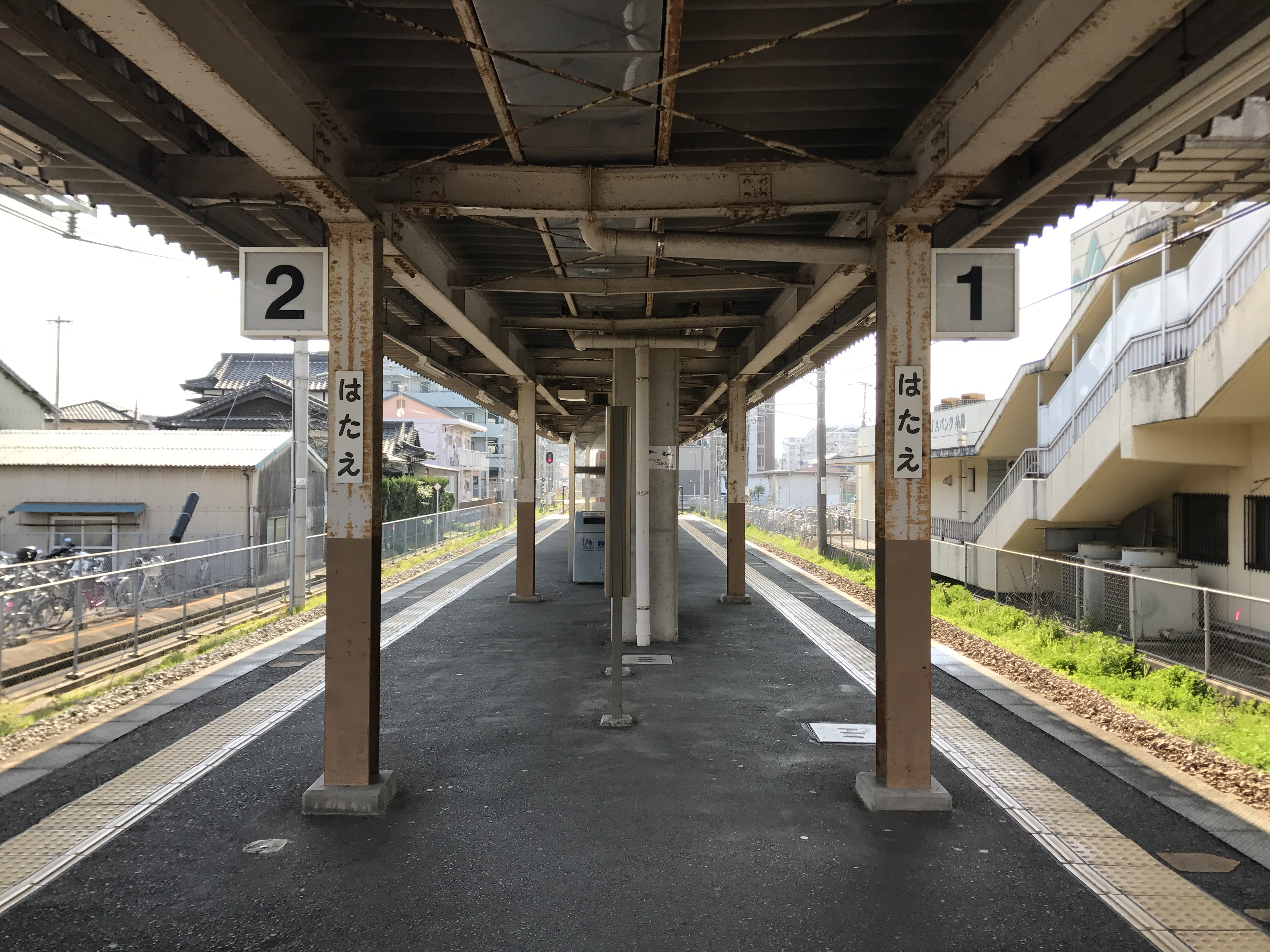
ホーム（2017年4月）

## 利用状況
2023年（令和5年）度の1日平均乗車人員は2,323人である。
JR九州及び糸島市統計白書によると、近年の1日平均乗車人員の推移は下記の通り。
| 年度   | 1日平均 乗車人員 | 出典   |
| ------ | ---------------- | ------ |
| 2005年 | 2,606            | [ 14 ] |
| 2006年 | 2,654            | [ 14 ] |
| 2007年 | 2,665            | [ 14 ] |
| 2008年 | 2,585            | [ 14 ] |
| 2009年 | 2,610            | [ 14 ] |
| 2010年 | 2,650            | [ 14 ] |
| 2011年 | 2,662            | [ 14 ] |
| 2012年 | 2,664            | [ 14 ] |
| 2013年 | 2,758            | [ 14 ] |
| 2014年 | 2,764            | [ 14 ] |
| 2015年 | 2,855            | [ 14 ] |
| 2016年 | 2,927            | [ 15 ] |
| 2017年 | 3,005            | [ 16 ] |
| 2018年 | 3,087            | [ 17 ] |
| 2019年 | 2,522            | [ 18 ] |
| 2020年 | 1,920            | [ 19 ] |
| 2021年 | 1,999            | [ 20 ] |
| 2022年 | 2,190            | [ 21 ] |
| 2023年 | 2,323            | [ 13 ] |

## 駅周辺

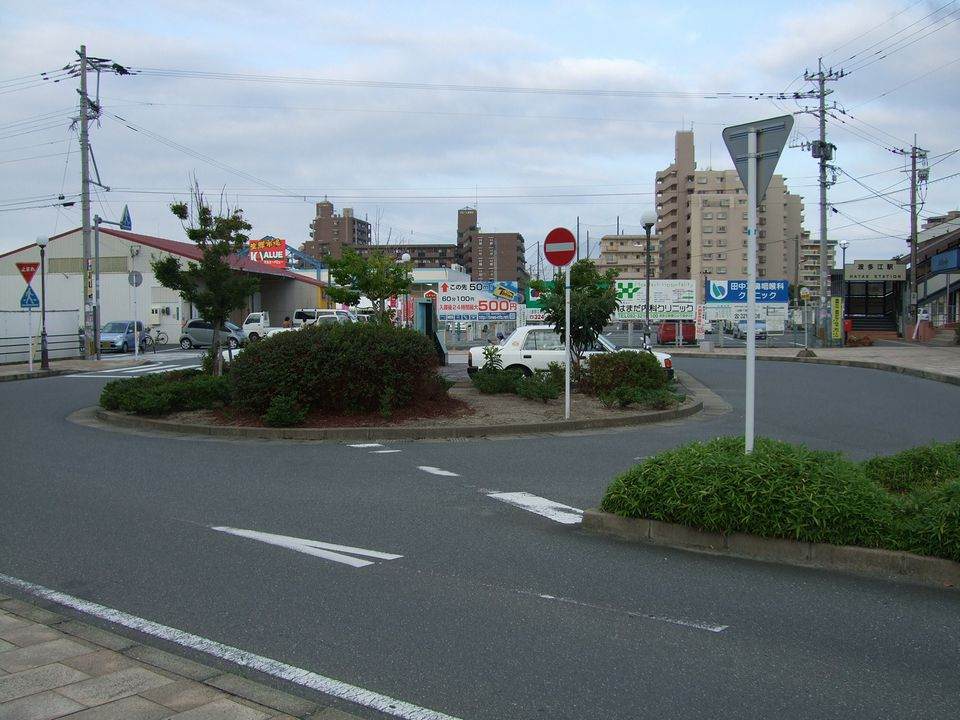
駅前広場（北口）。右側に駅舎出入口が見える（2008年8月）

- 糸島農業協同組合（JA糸島）波多江支店（2代目駅舎、駅に隣接）
- 波多江郵便局
- 産宮神社（さんのみやじんじゃ）

### バス路線
- 糸島市コミュニティバス「はまぼう号」 - 駅前ロータリー上に「波多江駅」、駅西側の県道563号線上に「波多江駅西」停留所がある。

## 隣の駅
九州旅客鉄道（JR九州）
 筑肥線
■快速（土休日）
通過
■快速（平日）・■普通
周船寺駅 (JK05) - 波多江駅 (JK06) - 糸島高校前駅 (JK07)